# Tigranes V
Tigranes V (gr. Τιγράνης, Tigránēs; orm.: Տիգրան) (zm. 36 n.e.) – król Armenii z dynastii herodiańskiej pod zwierzchnością rzymską w latach 6-12 n.e. Drugi syn królewicza żydowskiego Aleksandra I i Glafiry, córki Archelaosa I Filopatrisa Ktistesa Sotera, ostatniego króla Kapadocji oraz króla Małej Armenii.
Tigranes był po mieczu wnukiem Heroda Wielkiego, króla Judei. Dorastał pomiędzy Judeą a Kapadocją. Po śmierci rodziców (szczególnie matki ok. 7 n.e.), ze starszym bratem Aleksandrem II wrócił do dziadka ze strony matki, Archelaosa. Bracia bowiem zostali wydziedziczeni z żydowskiego dziedzictwa.
Armenia brała udział w rzymskiej wojnie domowej i miała różnych monarchów, którzy byli umieszczani na tronie, a potem usuwani. Wówczas Oktawian August, cesarz rzymski, postanowił zrewidować swą politykę zagraniczną, instalując Tigranesa, jako króla Wielkiej Armenii.
Panowie z ormiańskich rodów arystokratycznych byli nieusatysfakcjonowani z panowania Tigranesa. Ten przebywając w Rzymie, musiał się bronić przed ich oskarżeniami. W 12 r. Ormianie postanowili zbuntować się przeciwko niemu oraz przywrócić tron królowej Erato z dynastii Artaksydów. Od tej chwili, nie posiadamy informacji na temat Tigranesa. Zmarł nie pozostawiając potomstwa. Jego starszy brat Aleksander II miał syna Juliusza Tigranesa VI (zm. 68 r.), przyszłego króla Armenii w latach 60-62.